# Імпактний басейн

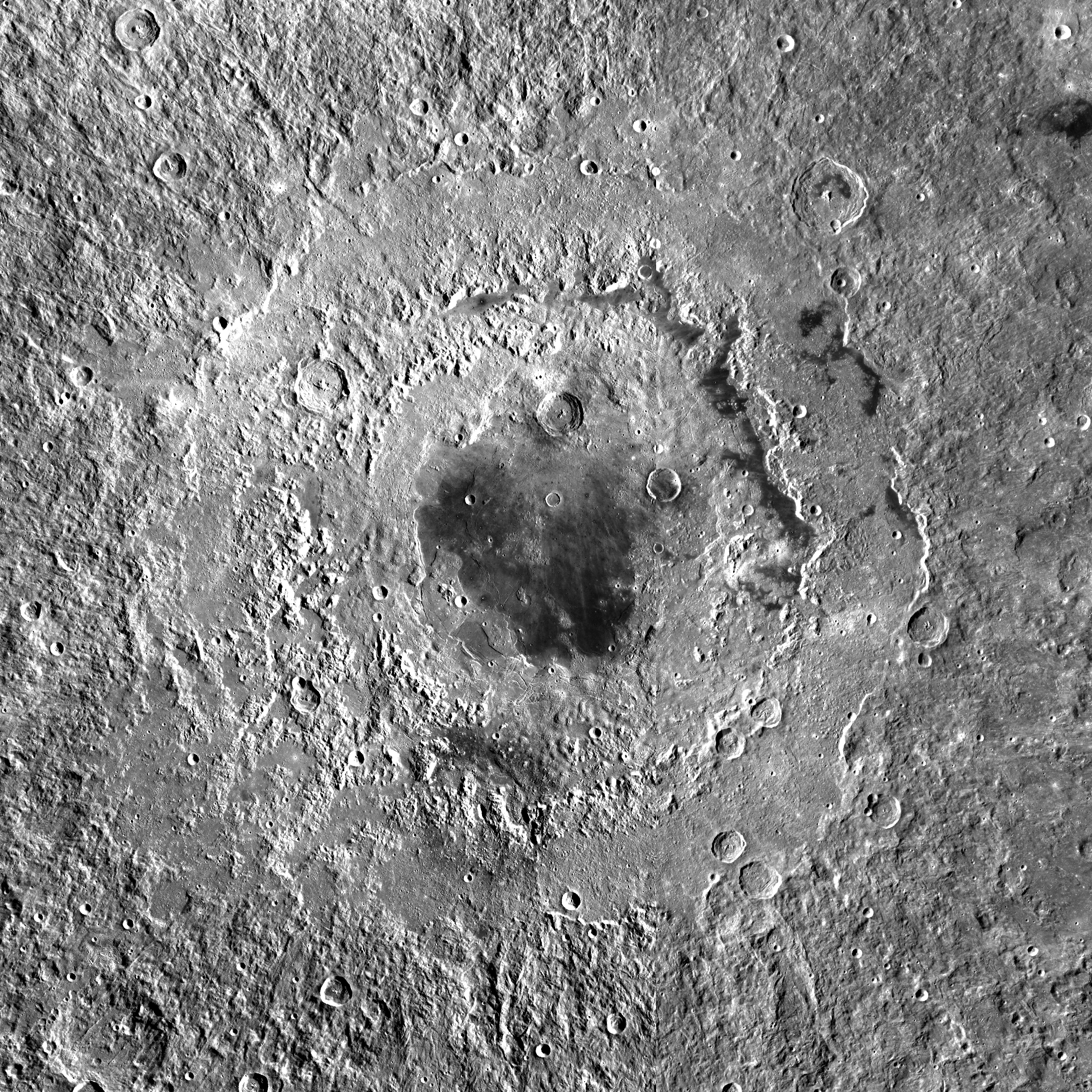
Басейн Моря Східного (саме море — темна область у центрі). Це типовий багатокільцевий імпактний басейн, наймолодший та найкраще збережений басейн Місяця. Ширина зображення — 1300 км.

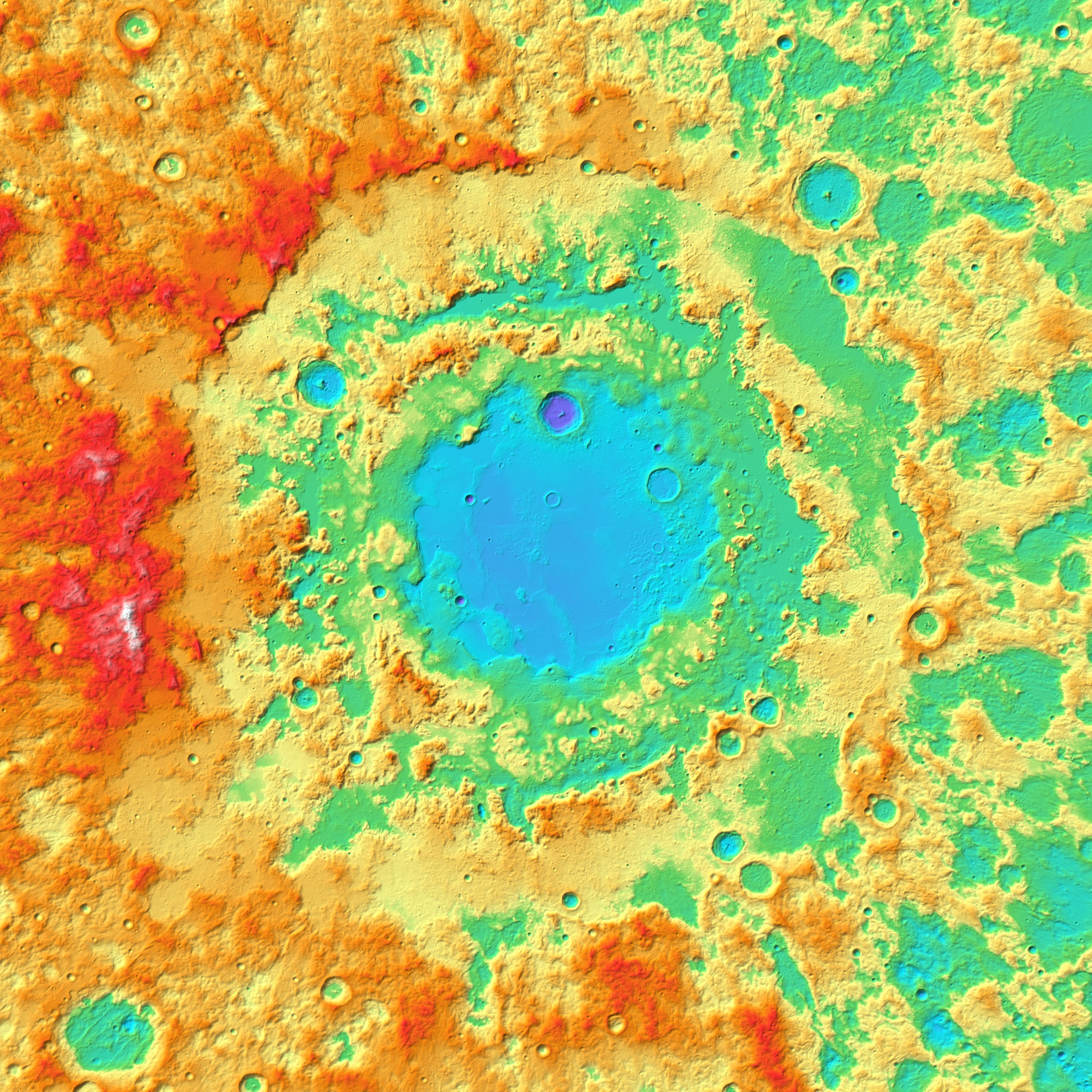
Карта висот цієї ж місцевості (червоне — височини, синє — низовини).

Імпактний басейн — великий імпактний кратер. Зазвичай так називають кратери складної будови (з двома або більше кільцевими хребтами чи уступами), що притаманне кратерам діаметром більше 150–200 км. У різних авторів термін має дещо різне значення; зокрема, його застосовують і до сильно зруйнованих великих кратерів із невизначеною кількістю кілець. Іноді басейнами називають будь-які кратери розміром понад 300 км.
Всі відомі імпактні басейни дуже старі: вони з'явилися протягом перших 800 млн років існування свого небесного тіла (більшість з них — у ході пізнього важкого бомбардування, близько 4 млрд років тому). Тому багато басейнів сильно зруйновані. Нерідко вони майже не вирізняються в рельєфі, не помітні на знімках і їх можна виявити лише за точними альтиметричними даними. Іноді для цього буває необхідним навіть залучення гравіметричних даних. Багато басейнів лишаються гіпотетичними.
Термін «басейн» (англ. basin) запропонували 1962 року В. Хартманн та Дж. Койпер для великих імпактних структур Місяця, що містять моря, оточені концентричними кільцями та радіальними скидами (на противагу кратерам у вузькому сенсі, в яких лише одне кільце й нема радіальних деталей).
Хоча кілька багатокільцевих басейнів Місяця добре видно в невеликі телескопи, їм не приділяли належної уваги до середини 20 століття. Зараз імпактні басейни досліджують не лише шляхом спостережень, а й шляхом теоретичного моделювання їх утворення. Незважаючи на це, у формуванні басейнів залишається багато неясного.

## Опис
Великі кратери мають складнішу будову, ніж дрібні. Місячні кратери, більші за кілька десятків кілометрів, мають центральну гірку, а у кратерів, більших за 140–175 км, її змінює центральне гірське кільце. На небесних тілах з більшою силою тяжіння ці переходи відбуваються за менших значень діаметра кратерів. Зовнішні кільця можуть бути утворені хребтами або уступами, де висота спадає в напрямку до центру. Великі басейни можуть мати кілька кілець, ступінь вираженості яких часто варіює в широких межах. Це призводить до того, що їх кількість визначити важко: так, кількість кілець добре збереженого басейну рівнини Аргір в різних інтерпретаціях варіює від 0 до 8.
Одне з кілець басейну є головним. Воно обмежує область, з якої породи були викинуті ударом космічного тіла назовні. Співвідношення радіусів кілець зазвичай близьке до {\displaystyle {\sqrt {2}}} (близько 1,4). Серед найбільших басейнів нерідко трапляються дещо витягнуті: кратери такого розміру стають помітно видовженими навіть при значному куті між напрямком удару та горизонтом.
Завдяки викиду порід при утворенні басейну товщина кори в його центральній частині зменшена, а навколо нього — збільшена. Кільця басейнів зазвичай складаються з порід кори, але існують дані, що там можуть траплятися й породи мантії. При появі басейнів велика кількість порід плавиться. Товщина шару розплаву на їх дні, згідно з розрахунками, може сягати кількох кілометрів.
На глибину басейнів впливає міцність порід, що складають кору небесного тіла: якщо вона низька, форми рельєфу з часом вирівнюються. Це найкраще видно на крижаних супутниках. Там старі кратери не виражені в рельєфі, але спостерігаються як світлі плями (палімпсести).
Від молодих басейнів радіально розходяться форми рельєфу, що з'явилися при падінні їх викидів: хребти, долини та ланцюжки вторинних кратерів.

## Розповсюдження

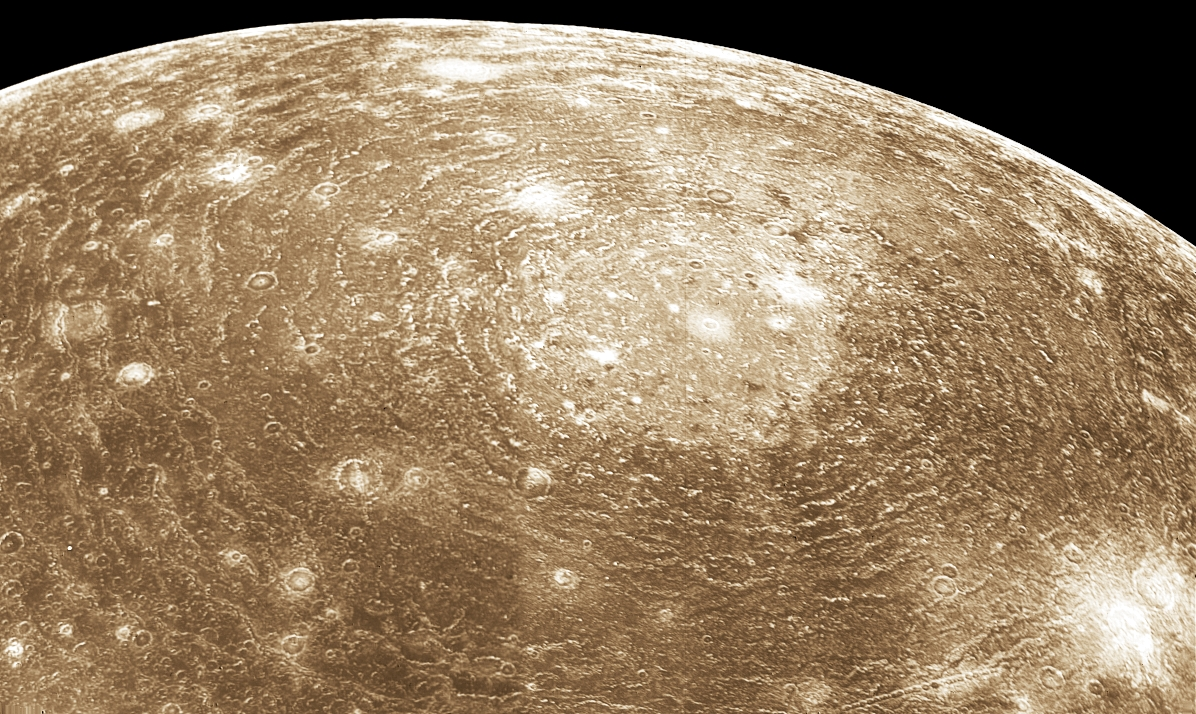
Багатокільцевий басейн Валгалла на Каллісто

На Меркурії відомо 20 впевнено ідентифікованих і 26 гіпотетичних басейнів діаметром ≥300 км. Два з них (один безсумнівний та один ймовірний) більші за 1000 км. Дно деяких із них вкрите рівним шаром порід, ймовірно, вулканічного походження (аналог місячних морів, але світлого кольору). Концентрація басейнів на Меркурії менша, а їх збереженість гірша, ніж на Місяці.
На Венері імпактних кратерів відносно мало; найбільший з них — Мід — має діаметр 270 км. Кілька найбільших кратерів Венери розглядають як басейни.
На Землі кратери швидко знищує ерозія та тектоніка плит, і великих кратерів на ній дуже мало. Найбільші з них — Вредефорт (250–300 км), Садбері (140–280 км) та Чіксулуб (180–210 км); у першого з них добре виражені окремі кільця.
На Місяці багато кратерів діаметром понад 300 км. 1987 року — на основі фотографій — таких нараховували 45 (28 точно існуючих і 17 гіпотетичних). Залучення альтиметричних даних 2008 року збільшило їх кількість до 92. За оцінкою 2009 року (з долученням даних щодо товщини місячної кори, отриманих на основі альтиметричних та гравіметричних вимірювань), таких кратерів на Місяці близько 150. Ймовірно, більш детальні дослідження виявлять їх ще більше. Таким чином, більше 2/3 басейнів Місяця зруйновані настільки, що вже не помітні на фотографіях. На видимому боці Місяця більшість басейнів залиті лавою, а на зворотному боці її мало. Місячні басейни, в яких нема (чи мало) лави, відомі як таласоїди.
На Марсі виявлено 20 басейнів розміром >1000 км (але більшість з них зруйновані дуже сильно).
Басейни трапляються не лише на каменястих, а й на крижаних небесних тілах. Наприклад, до басейнів відносять кратери Гільгамеш на Ганімеді, Валгаллу на Каллісто та Менрву на Титані.

## Найбільші басейни Сонячної системи
Перелічено басейни Сонячної системи розміром >1000 км, що досить впевнено ідентифіковані як імпактні структури та не надто сильно зруйновані. Список об'єктів та їх розміри наведено за даними Andrews-Hanna & Zuber, 2010 (для багатокільцевих басейнів розмір виміряно за найменшим добре вираженим кільцем). Існують і інші оцінки розміру цих басейнів, оскільки більшість із них погано збереглися й не мають чітких меж, а для добре збережених різні автори вимірюють діаметр за різними кільцями.
| Назва                           | Небесне тіло | Розмір                                                  | Примітка                                                             |
| ------------------------------- | ------------ | ------------------------------------------------------- | -------------------------------------------------------------------- |
| Північний полярний басейн       | Марс         | 10600×8500 км                                           | сильно замаскований вулканічною активністю та подальшими ударами     |
| басейн рівнини Утопія           | Марс         | 2400×2000 км (ймовірний початковий); 3300 км (нинішній) | заповнений великою кількістю вулканічних та осадових порід           |
| басейн рівнини Еллада           | Марс         | 2280×1590 км                                            | ймовірно, найкраще збережений гігантський басейн                     |
| басейн Південний полюс — Ейткен | Місяць       | 2330×1780 км                                            |                                                                      |
| басейн рівнини Ісіди            | Марс         | 1570×1430 км                                            |                                                                      |
| басейн рівнини Спеки            | Меркурій     | 1525×1315 км                                            | Вказаний розмір отримано дещо іншим способом, ніж для інших об'єктів |
| басейн Моря Дощів               | Місяць       | 1140×1090 км                                            |                                                                      |

Є гіпотези про існування на Меркурії, Місяці та Марсі й інших великих басейнів. Зокрема, є версія, що відмінності видимого та зворотного боку Місяця є наслідком того, що видимий бік охоплений слідом гігантського зіткнення. Діаметр цього сліду складає за деякими уявленнями близько 3000 км, а за іншими — майже 7000 км (на чверть більше довжини місячного меридіану). Якщо ця структура дійсно має імпактне походження (в чому є суттєві сумніви), то вона теж належить до найбільших басейнів Сонячної системи.
Є й гіпотеза про існування дещо меншого басейну, що охоплює в основному західну половину видимого боку Місяця («басейн Океану Бур» чи «басейн Гаргантюа»). Як і в попередньому випадку, його існування сумнівне.
Дослідження товщини марсіанської кори вказують на наявність 20 басейнів розміром >1000 км, але всі вони, крім перерахованих, зруйновані дуже сильно.
Діаметр зовнішнього кільця басейну марсіанської рівнини Аргір перевищує 1500 км, але якщо вимірювати цей басейн тим способом, яким було отримано наведені в таблиці оцінки для інших басейнів (за внутрішнім кільцем), його розмір складатиме лише 870×690 км.

## Назви басейнів
Басейни зазвичай називають за тими ж правилами, що й інші кратери: меркуріанські — на честь митців, венеріанські — на честь жінок, місячні — на честь науковців тощо. Міжнародний астрономічний союз затверджує лише такі назви. Деякі великі басейни не мають власного імені, але містять примітні найменовані рівнини (у випадку Місяця — моря), і їх називають за цими об'єктами: басейн рівнини Спеки, басейн Моря Дощів тощо. Багато басейнів позначають за двома об'єктами (найчастіше кратерами), що знаходяться на їх протилежних краях: басейн Ломоносов — Флемінг, басейн Південний полюс — Ейткен тощо.

Деякі імпактні басейни
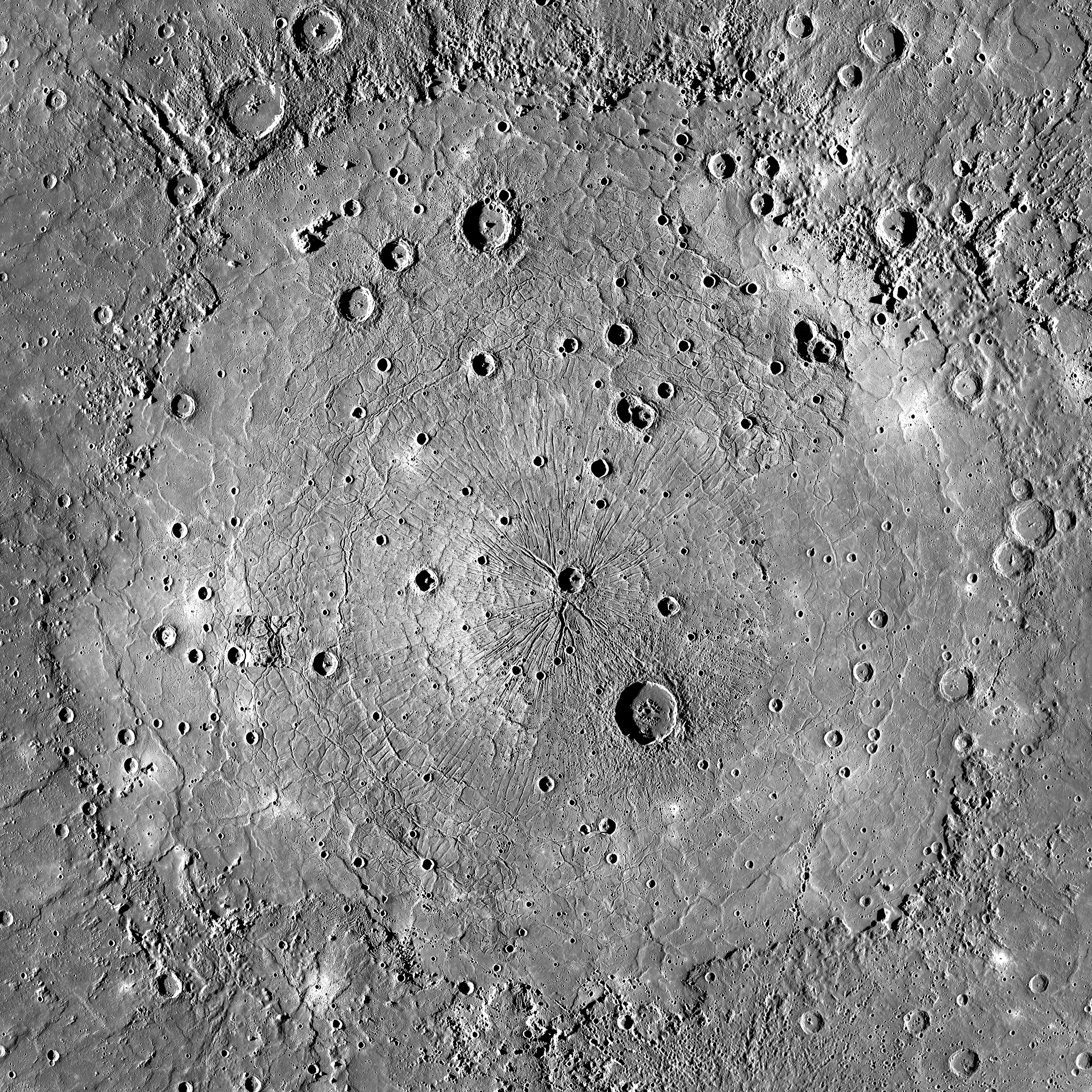
Басейн рівнини Спеки (Меркурій)
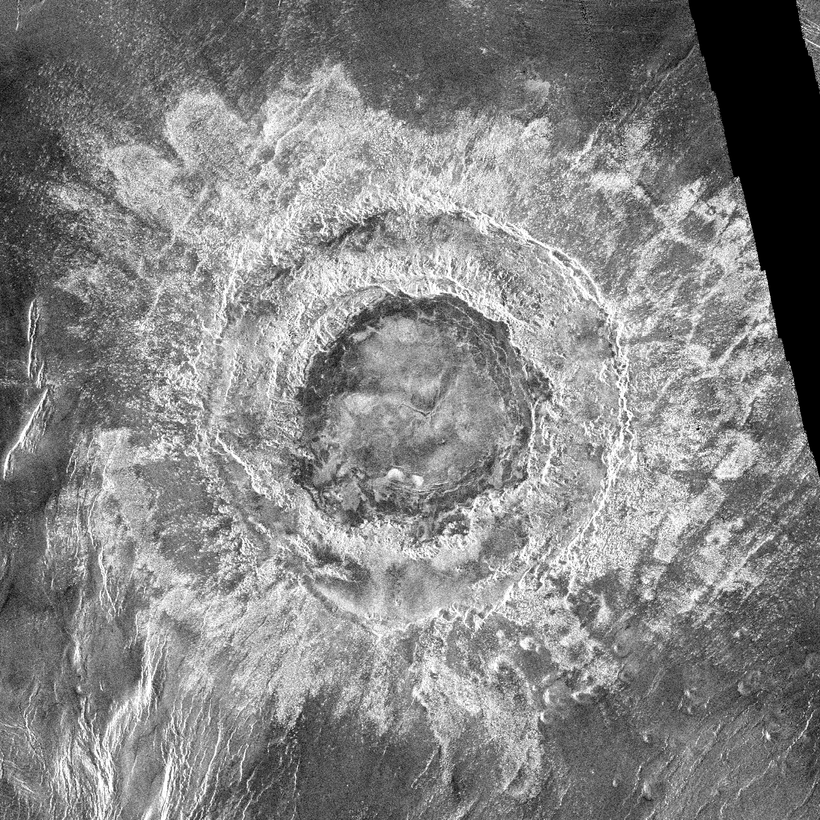
Кратер Майтнер (Венера)
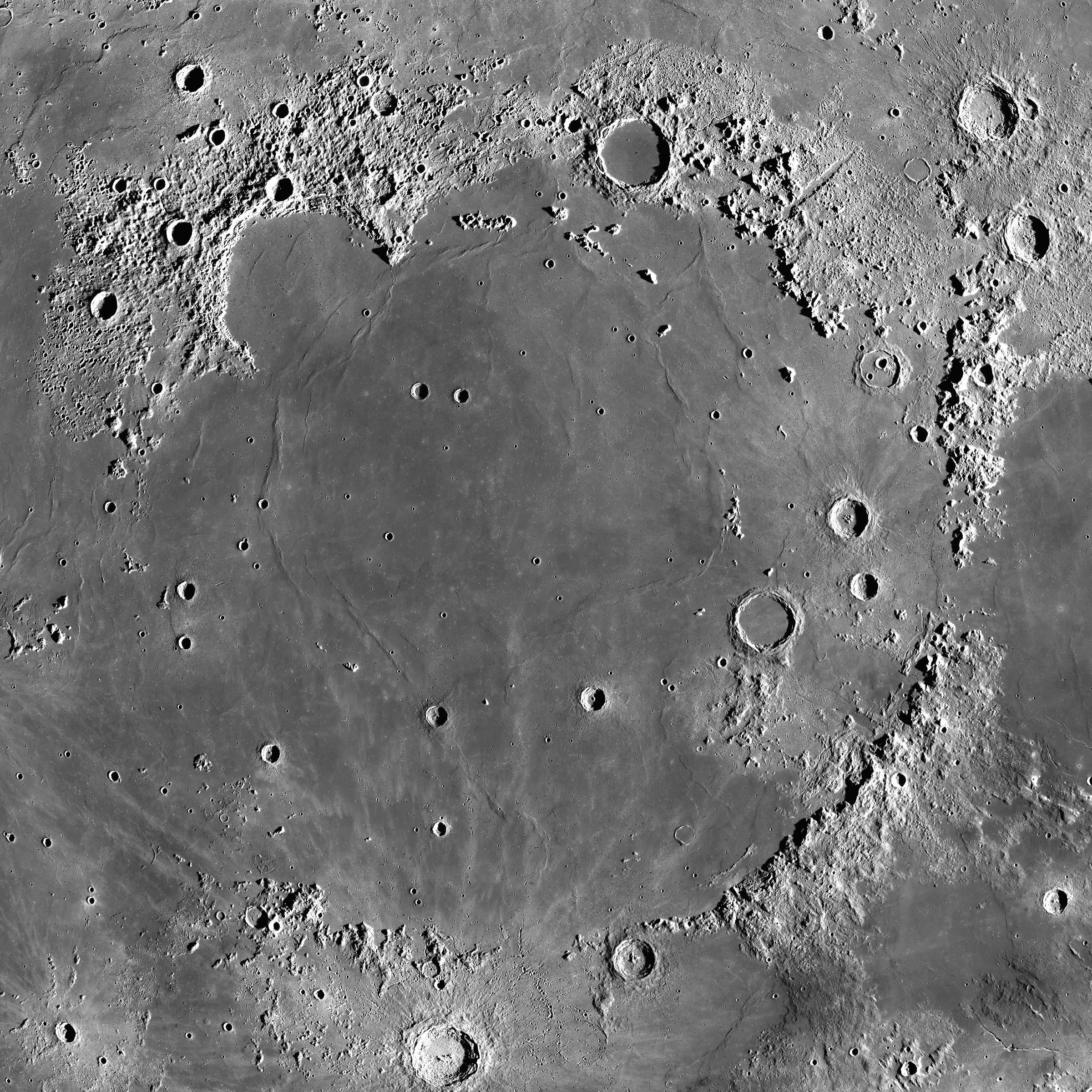
Басейн Моря Дощів (Місяць)
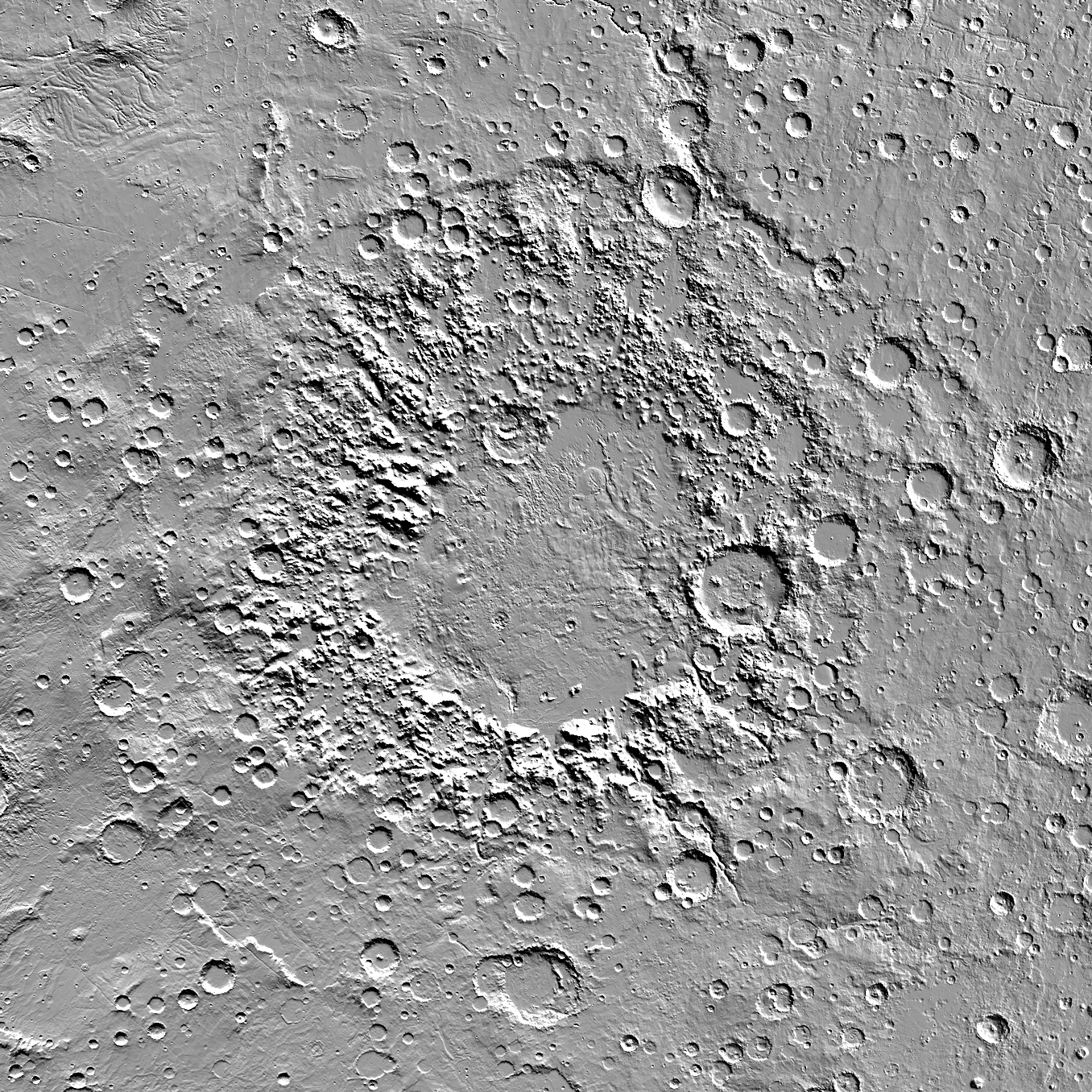
Басейн рівнини Аргір (Марс)